# قطعنامه ۸۴۹ شورای امنیت
قطعنامه ۸۴۹ شورای امنیت سازمان ملل متحد که در تاریخ ۰۹ جولای ۱۹۹۳ تصویب شد، سندی بین‌المللی دربارهٔ آبخاز، گرجستان است. این قطعنامه طی نشست ۳۲۵۲ام با ۱۵ رای موافق، ۰ مخالف و ۰ ممتنع تصویب شد.